# Hamburgische Dankmedaille (Oder-Flut 1997)

Grafische Darstellung der hamburgischen Dankmedaille Oderflut 1997

Die Hamburgische Dankmedaille (Oder-Flut 1997) ist eine staatliche Auszeichnung des Landes Hamburg, welche am 21. August 1997 durch den Senat der Freien Hansestadt per Senatsbeschluss gestiftet wurde.

## Verleihungsvoraussetzungen
Da die Dankmedaille weder einen Stiftungserlass noch eine Durchführungsverordnung besitzt, möge der entsprechende Senatsbeschluss zitiert werden. Der aus einem einzigen Satz bestehende Beschluss lautet: Der Senat beschließt, als Dank für die hamburgischen Helferinnen und Helfer bei der Oderflut 1997 eine an weißrotem Band tragbare Dankmedaille mit der Inschrift "Als Dank für die Hilfe bei der Oder-Flut 1997" zu prägen. Unterzeichnet ist der Beschluss von Gert Hinnerk Behlmer, Staatsrat des Hamburger Senats.

## Aussehen, Beschaffenheit und Trageweise
Die aus Bronze gefertigte Medaille hat einen Durchmesser von 33 mm und zeigt auf der Vorderseite die symbolische Darstellung einer Rettung aus Sturmflut. Niedergeschlagen hat sich diese Symbolik in der Darstellung eines Retters in einem kleinen Ruderboot, der einen Menschen aus den Fluten zieht. Die Rückseite der Medaille zeigt das Hamburger Staatswappen, welches von der Inschrift ALS DANK FÜR HILFE / BEI DER ODER-FLUT / 1997 durchbrochen ist. Getragen wird die Dankmedaille an einem weißroten Band (den Farben der Hansestadt) an der linken oberen Brustseite.

## Verleihungsbefugnis
Die Dankmedaille Oder-Flut 1997 (vgl. Oderhochwasser 1997) wurde an hamburgische Helferinnen und Helfer verliehen, die als Beteiligte im Rahmen von Verbänden, (z. B. Hamburgisches THW, Hamburgische Feuerwehren etc.) oder als sonstige Helfer bei der genannten Katastrophe im Einsatz waren. Verliehen wird die Medaille vom Senat der Stadt Hamburg. Bemerkenswert ist, dass die Medaille die erste hamburgische Auszeichnung ist, die für ein Ereignis gestiftet wurde, von dem Hamburg als Stadt nicht direkt betroffen war.

## Verleihungszahlen
Über entsprechende Verleihungszahlen ist nichts bekannt oder bisher publiziert worden. Eine etwaige Schätzung ist auch nicht möglich, da es nicht überprüfbar ist, wie viele hamburgische Einheiten und Retter in das Katastrophengebiet geschickt worden sind oder aus eigenem Antrieb im Einsatz waren.

## Sonstiges
Die auf der Vorderseite dargestellte Symbolik einer Rettung aus Sturmflut ist auch bei allen anderen Hamburgischen Medaillen, die aufgrund von Überschwemmungen gestiftet worden sind, unverändert übernommen worden. So bisher auf die:
- Hamburgische Dankmedaille (Elbe-Hochwasserkatastrophe 2002) und die
- Hamburgische Dankmedaille (Sturmflut 1962).